# Петер Шольце
Пе́тер Шо́льце (нім. Peter Scholze, нар. 11 грудня 1987, Дрезден, НДР) — німецький математик, відомий своїм внеском в теорію чисел та алгебраїчну геометрію, професор Боннського університету (з 2012 року).

## Біографія
Петер Шольце народився в Дрездені виріс в Берліні, відвідував гімназію ім. Генріха Герца в Фрідріхсгайні. З 2007 вивчав математику в Боннському університеті, брав участь у Міжнародній математичній олімпіаді, де виграв три золоті і одну срібну медаль.

## Наукові результати
Спеціалізується на алгебраїчній теорії чисел. Він став відомий математичній спільноті в 2011 році після публікації своєї дисертації, присвяченій так званим перфектоїдним просторам (термін введений самим Шольце). Ця новаторська робота викликала подив і захоплення в математичних колах.
Шольце став наймолодшим в Німеччині повним професором (у віці 24 роки).

## Нагороди та визнання
- 2012:Cours Peccot[fr][21].
- 2013:Премія SASTRA Ramanujan[22]
- 2014:Дослідницька нагорода Клея
- 2015:Премія Коула з алгебри[23].
- 2015:Премія Островського[24]
- 2015:Премія Ферма[25].
- 2015:Премія Лейбніца[26]
- 2016:Премія за прорив у математиці (відмовився)[27]
- 2016:Премія Європейського математичного товариства
- 2016:пленарна доповідь на Європейському математичному конгресі в Берліні
- 2017:член Леопольдини[28]
- 2017:член Академії наук і літератури в Майнці[29]
- 2017:член Берлін-Бранденбурзької академії наук[30]
- 2018:член Вестфальської академії наук[de]
- 2018:один з директорів Інституту Макса Планка з математики[31]
- 2018:Медаль Філдса
- 2018:Доповідач на Міжнародному конгресі математиків у Ріо-де-Жанейро[32]

## Доробок
- Perfectoid Spaces. [Архівовано 20 вересня 2018 у Wayback Machine.] (PDF; 571 kB), Dissertation, Bonn 2011.
- Perfectoid spaces. Publ. math. de l'IHÉS 116 (2012), Nr. 1, S. 245–313.
- Perfectoid Spaces: A survey. [Архівовано 3 серпня 2018 у Wayback Machine.] Proc. Int. Conf. on current developments in mathematics 2012.
- The Langlands-Kottwitz method and deformation spaces of p-divisible groups. In: J. Amer. Math. Soc. 26 (1), 2013, S. 227–259.
- Mit Sug Woo Shin: On the cohomology of compact unitary group Shimura varieties at ramified split places. In: J. Amer. Math. Soc. 26 (1), 2013, S. 261–294, Arxiv. [Архівовано 2 серпня 2018 у Wayback Machine.]
- p-adic Hodge theory for rigid-analytic spaces. [Архівовано 27 липня 2018 у Wayback Machine.] Forum of Mathematics, Pi, 1, e1, 2013.
- The Langlands-Kottwitz approach for some simple Shimura varieties. [Архівовано 2 серпня 2018 у Wayback Machine.] Inventiones Mathematicae, 192, 2013, S. 627–661, Arxiv. [Архівовано 3 серпня 2018 у Wayback Machine.]
- The Local Langlands Correspondence for GLn over p-adic fields. [Архівовано 2 серпня 2018 у Wayback Machine.] Inventiones Mathematicae, 192, 2013, S. 663–715. Arxiv. [Архівовано 2 серпня 2018 у Wayback Machine.]
- Perfectoid spaces and their Applications. Proceedings of the ICM 2014.
- On torsion in the cohomology of locally symmetric varieties. Annals of Mathematics, Band 182, 2015, S. 945—1066, Arxiv. [Архівовано 17 березня 2017 у Wayback Machine.]
- Mit Bhargav Bhatt: The pro-étale topology for schemes. [Архівовано 27 липня 2018 у Wayback Machine.] Astérisque 369 (2015), 99–201.
- Mit Bhargav Bhatt: Projectivity of the Witt vector affine Grassmannian. Invent. Math. 209 (2017), Nr. 2, 329—423.
- Mit Ana Caraiani: On the generic part of the cohomology of compact unitary Shimura varieties. [Архівовано 5 березня 2018 у Wayback Machine.] (PDF; 813 kB), Annals of Mathematics, Band 186, 2017, S. 649–766.
- p-adic geometry. [Архівовано 14 липня 2018 у Wayback Machine.] Proceedings of the ICM 2018.